# Sceloporus albiventris
Espèce
Synonymes
- Sceloporus horridus albiventris Smith, 1939

Sceloporus albiventris est une espèce de sauriens de la famille des Phrynosomatidae.

## Répartition
Cette espèce est endémique du Mexique. Elle se rencontre au Jalisco, au Nayarit, au Sinaloa et au Chihuahua.

## Publication originale
- Smith, 1939 : The Mexican and Central American lizards of the genus Sceloporus. Field Museum of Natural History, Zoological series, vol. 26, p. 1-397 (texte intégral).